# Îles du Désappointement
Ne doit pas être confondu avec Île Disappointment.
Les Îles du Désappointement sont un archipel au nord-est des îles Tuamotu, en Polynésie française.

## Géographie
Les Îles du Désappointement regroupent trois petits atolls :
- Tepoto Nord, commune de Napuka
- Napuka,
- Puka Puka.

Elles constituent deux communes : Napuka et Puka Puka .
Leurs superficies cumulées est d'environ 15 km2.

## Histoire
Puka Puka fut mentionné la première fois le 24 janvier 1521 par Fernand de Magellan qui la nomma San Pablo comme étant une des deux îles Infortunées, comprenant également l'île des Requins, sans doute l'île du Millénaire actuelle, dans les îles Kiribati. Tepoto Nord et Napuka furent mentionnés par John Byron, le 7 juin 1765. C'est lui qui nomme l'ensemble « îles du Désappointement », en raison de l'impossibilité d'y accoster après de longues semaines de mer et un manque cruel de vivres.